# Contea di Early
La contea di Early (in inglese Early County) è una contea dello Stato della Georgia, negli Stati Uniti. La popolazione al censimento del 2000 era di 12 354 abitanti. Il capoluogo di contea è Blakely.